# جانی کیتاگاوا
جانی کیتاگاوا (انگلیسی: Johnny Kitagawa; ۲۳ اکتبر ۱۹۳۱ – ۹ ژوئیهٔ ۲۰۱۹) کارآفرین، اهالی کسب‌وکار، و تهیه‌کننده موسیقی، تاجر و مدیر استعدادهای ژاپنی متولد آمریکا بود. او بنیانگذار و رئیس شرکت جانی و همکاران، آژانس تولید گروه‌های محبوب پسرانه در ژاپن بود.
در سال ۲۰۲۳، مشخص شد که برای حدود ۶۰ سال از زمان تاسیس شرکت جانی و همکاران، بنیانگذار جانی کیتاگاوا قبل از شروع به کار به پسران جوان تجاوز کرده است. این اتفاق باعث سردرگمی در صنایع سرگرمی و تبلیغات ژاپن شد.

## اوایل زندگی
کیتاگاوا در سال ۱۹۳۱ در لس آنجلس، ایالات متحده آمریکا متولد شد. کیتاگاوا در سال ۱۹۳۳ به همراه خانواده خود به ژاپن بازگشت. پدرش، تایدو کیتاگاوا یک کشیش بودایی و سومین اسقف ارشد معبد بودایی کویاسان در لیتل توکیو از سال ۱۹۲۴ تا ۱۹۳۳ بود. خواهر بزرگتر او ماری یاسوکو فوجیشیما است. کیتاگاوا در حدود سال ۱۹۴۹ به آمریکا رفت و به یتیمان جنگ کره برای ارتش ایالات متحده انگلیسی آموزش داد. در اوایل دهه ۱۹۵۰، او به ژاپن بازگشت تا در سفارت ایالات متحده آمریکا در توکیو کار کند. در حین قدم زدن در پارک یویوگی در توکیو، با گروهی از پسران روبرو شد که بیسبال بازی می‌کردند. یک گروه خوانندگی، بازیگری به عنوان مدیر آنها. او نام گروه را جانیز گذاشت. «جانیز» با استفاده از فرمول نوینی از ترکیب نوازندگان جذاب که موسیقی عامه پسند با روتین‌های رقص هماهنگ می‌خواندند، به میزانی از موفقیت دست یافت. اصطلاح «جانیز» به‌طور کلی برای هر یک از اجراکنندگان تحت استخدام کیتاگاوا به کار می‌رود. همزمان از دانشگاه سوفیا فارغ‌التحصیل شد و لیسانس خود را در رشته مطالعات بین‌الملل دریافت کرد.